# Canto rural a la República Española
El Canto rural a la República Española fue un himno propuesto para la Segunda República Española, con letra del poeta Manuel Machado y música del afamado compositor Óscar Esplá. Fue interpretado una única vez en abril de 1931 en el Ateneo de Madrid ante personalidades y líderes políticos de la recién nacida República, como Manuel Azaña. Debido a la falta de consenso con respecto a la solemnidad del himno, no pasó de ser una propuesta, y la Segunda República acabó por recurrir al más conocido Himno de Riego, a pesar de las críticas de intelectuales de la época, que lo consideraban demasiado popular y de mal gusto.

## Historia
Con la proclamación de la Segunda República Española el 14 de abril de 1931, se hizo necesaria la elección de un nuevo himno, debido al rechazo de la Marcha Real, asociada a la monarquía. A pesar de que el Himno de Riego partía como favorito, el compositor Óscar Esplá realizó una composición tratando de reflejar los valores republicanos, concluyendo en una pieza que tituló Canto rural a la República Española (solemne). La tarea de ponerle letra fue propuesta a Manuel Machado, quien aceptó gustosamente la invitación. Para una semana después, el himno estaba listo.
El día 26 de abril se interpretó la pieza en el Ateneo de Madrid, con la presencia de líderes políticos y miembros del Gobierno Provisional, como Manuel Azaña, que también era Presidente de la institución. La interpretación corrió a cargo de la Banda de Alabarderos, que el día anterior se había reconvertido en la Banda Republicana y, a decir de las crónicas, vestía esmoquin con un lacito tricolor en la solapa.
Finalmente, el himno fue desechado y el Himno de Riego actuó como himno de facto de la República hasta 1939 en el país y hasta 1977 en el exilio. El Canto Rural, sin embargo, siguió siendo una canción popular entre republicanos y antifranquistas.

## Letra
Es el sol de una mañana 

de gloria y vida, paz y amor.

Libertad florece y grana 

en el milagro de su ardor. 

¡Libertad!

España brilla a tu fulgor 

como una rosa de Verdad"

y Amor. 

Gloria de escuchar 

por tierra y mar 

–fe y esperanza– 

cantar

"España avanza".

Gloria del cantar 

del campo y mar, con la armonía 

sin par, 

España mía. 

Luz de hogar encantadora 

a quien con fe la ve lucir. 

Fiero incendio que devora 

al que lo quiere combatir. 

¡Libertad!

El mundo brilla a tu fulgor 

como una gema de Verdad

y Amor. 